# José Luis Villarreal
José Luis Villareal Acevedo (ur. 17 marca 1966 w Córdobie) – argentyński piłkarz, grający na pozycji pomocnika.

## Kariera klubowa
José Luis Villareal rozpoczął karierę w 1986 roku w klubie Belgrano Córdoba. Kolejnym jego klubem było stołeczne Boca Juniors, w którym grał w latach 1987-1992. Z Boca Juniors dwukrotnie zdobył mistrzostwo Argentyny 1991 oraz Apertura 1991. W ciągu pięciu lat wystąpił w barwach Boca w 119 meczach, w którym strzelił 8 bramek.
Wiosną 1993 miał epizod w Atlético Madryt, po którym powrócił do Argentyny do River Plate. Z River Plate dwukrotnie zdobył mistrzostwo w: Apertura 1993 i Apertura 1994. W latach 1995–1996 występował we Francji w Montpellier HSC. W 1997 roku występował w Meksyku w klubie CF Pachuca. Po powrocie do Argentyny został zawodnikiem Estudiantes La Plata, w którym występował w latach 1997-1998. Ostatnie lata kariery spędził głównie w macierzystym Belgrano Córdoba, w którym zakończył karierę w 2004 roku.

## Kariera reprezentacyjna
W reprezentacji Argentyny Villareal zadebiutował 19 lutego 1991 w wygranym 2-0 towarzyskim meczu z Węgrami. W 1992 roku wystąpił w pierwszej edycji Pucharu Konfederacji, który zakończył się tryumfem Argentyny. Na turnieju w Rijadzie wystąpił w obu meczach z Wybrzeżem Kości Słoniowej oraz Arabią Saudyjską. Ostatni raz w reprezentacji wystąpił 8 sierpnia 1993 w przegranym 1-3 meczu eliminacji Mistrzostw Świata 1994 z Paragwajem. Ogółem w latach 1991-1993 wystąpił w barwach albicelestes w 8 meczach.